# Radoma
Radoma est un village de Slovaquie situé dans la région de Prešov.

## Histoire
Première mention écrite du village en 1272.

## Démographie

### Évolution de la population
| Année:               | 1994. | 2004.   | 2014.   | 2024.   |
| -------------------- | ----- | ------- | ------- | ------- |
| Nombre de personnes: | 426   | 439     | 435     | 425     |
| Différence:          |       | +3,05 % | -0,91 % | -2,29 % |

| Année:               | 2023. | 2024.   |
| -------------------- | ----- | ------- |
| Nombre de personnes: | 422   | 425     |
| Différence:          |       | +0,71 % |